# Gruta do Carvão
A Gruta do Carvão é uma formação geológica de origem vulcânica portuguesa localizada no concelho de Ponta Delgada, ilha de São Miguel, Açores. Mais especificamente, é um tubo de lava e um Monumento Natural com 1912 metros e constituído por 4 troços (Paim, Secadores de Tabaco, João do Rego e José Bensaúde), sendo que apenas o troço do Paim está aberto ao público para visitação. 

## Enquadramento geológico
A Gruta do Carvão está localizada na zona poente da cidade de Ponta Delgada, tendo como extensão cerca de 2500 metros repartida por três cavidades principais e por zonas intermédias colapsadas e obstruídas, que separam fisicamente essas cavidades, não permitindo o acesso à totalidade do túnel lávico primitivo.
Atualmente, está reconhecida e cartografada uma extensão de 1912,1 metros do tubo lávico, que inclui um troço a Norte (“Troço do Paim”), um intermédio ("Troço dos Secadores de Tabaco"), um a Sul ("Troço da Rua João do Rego") e na Rua José Bensaúde, com cerca de 42.7 metros ("Troço da Rua José Bensaúde").
Geologicamente, a Gruta do Carvão enquadra-se no Complexo Vulcânico dos Picos. Esta zona possui acerca de 250 cones de escórias basálticas, e por escoadas lávicas associadas de natureza basáltica.
A Gruta do Carvão desenvolve-se numa extensa escoada basáltica, com fluxo geral Norte-Sul, que atingiu o mar na zona poente da cidade de Ponta Delgada e cujo centro emissor estará localizado muito provavelmente na zona da Serra Gorda – Arribanas, na freguesia de Arrifes.
A idade desta gruta estará compreendida entre 5.000 a 12.000 anos, atendendo a que datações radiométricos (14C) realizadas pelo Geochron Laboratories em material vegetal carbonizado colhido (na zona da Escola Primária do Carvão) em paleossolo sob a escoada lávica da Gruta do Carvão, forneceram idades de 11.880 BP (± 80) e 12.100 BP (± 140) anos.

## Geodiversidade
A Gruta do Carvão possui uma grande variedade de estruturas geológicas, típicas de um vulcanismo efusivo, constituindo um importante monumento espeleológico, onde se pode obervar:
- Estalactites e estalagmites lávicas
- Estalactites secundárias de sílica amorfa
- Oxidação
- Balcões ou bancadas laterais
- Ponte lávica
- Estrias resultantes do fluxo da lava
- Bolhas de gás
- Bolas de acreção ou lava balls
- Glaze
- Lava ʻaʻā e pāhoehoe

## Espécies observáveis
Apesar de não possuir fauna cavernícola endémica, a Gruta do Carvão apresenta, à semelhança de outras cavidades vulcânicas, comunidades biológicas adaptadas às condições particulares destas estruturas, nomeadamente a ausência de luminosidade e a elevada humidade relativa do ar. Entre outras, fazem parte da fauna desta cavidade as seguintes espécies:
- Chthonius ischnocheles
- Eidmanella pallida
- Lathys dentichellis
- Pholcus phalangioides
- Steatoda grossa

## Proteção
A classificação da Gruta do Carvão como Monumento Natural, através do Decreto Legislativo Regional n.º 4/2005/A, de 11 de Maio, veio contribuir para a sua protecção e preservação, regulamentando o seu uso, bem como definindo os processos de contra-ordenação relativos a danos ambientais contra o seu património natural.